# Östermalms saluhall

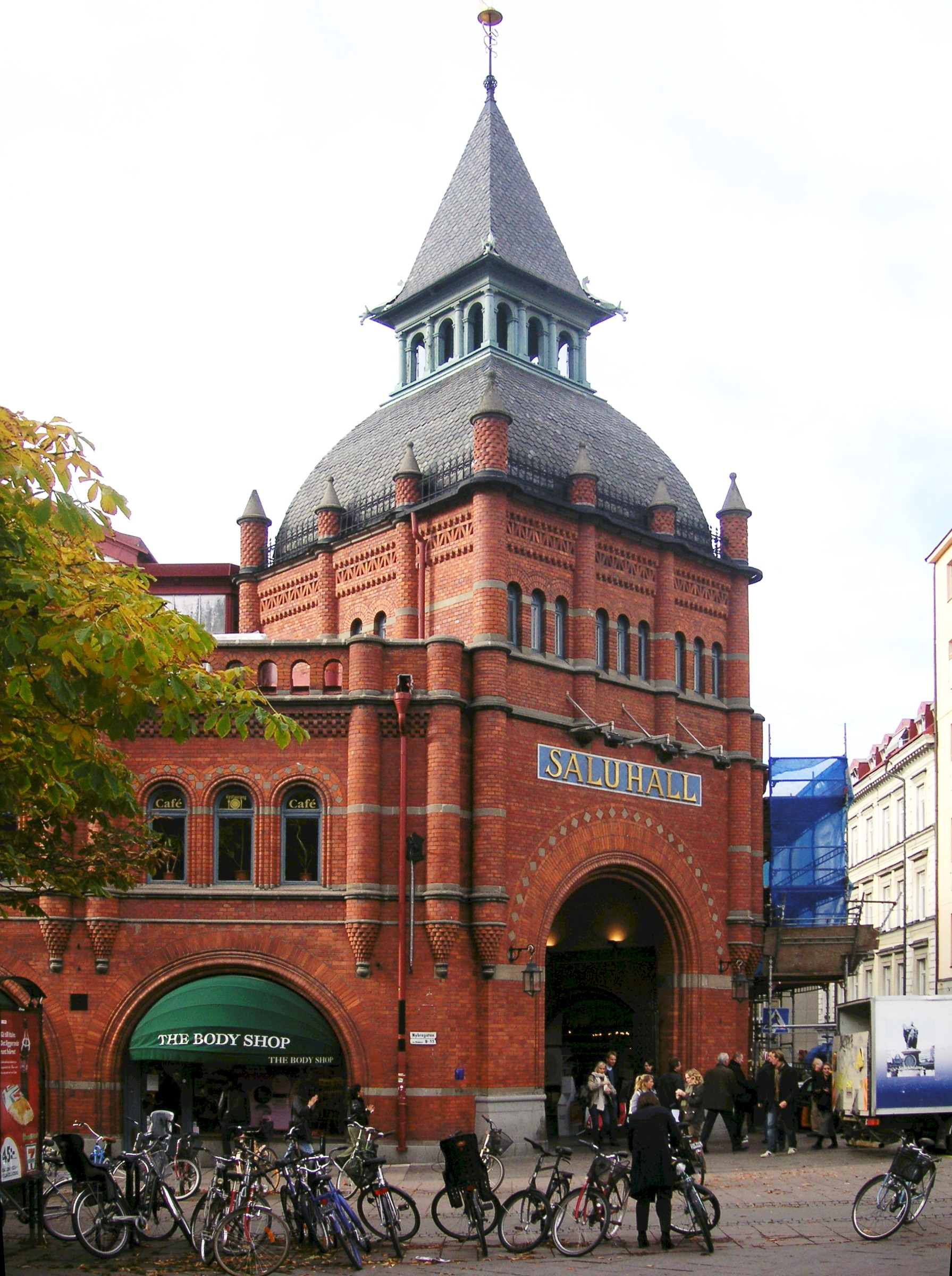
Saluhallens hörntorn vid Östermalmstorg.

Östermalms saluhall, även kallad Östermalmshallen eller kort Hallen, är belägen i kvarteret Riddaren vid Nybrogatans och Humlegårdsgatans hörn mot Östermalmstorg på Östermalm i centrala Stockholm. Östermalmshallens inre är en marknadsplats för allmänheten inom livsmedel och delikatesser. Hallen nås via fem olika portar. Därtill finns ett antal lokaler med direkt ingång från gatan. Östermalms saluhall ägs och förvaltas av Saluhallsförvaltningen genom Stockholms stads fastighetskontor. Under åren 2016 till 2020 var den ordinarie saluhallen stängd för renovering.

## Historik

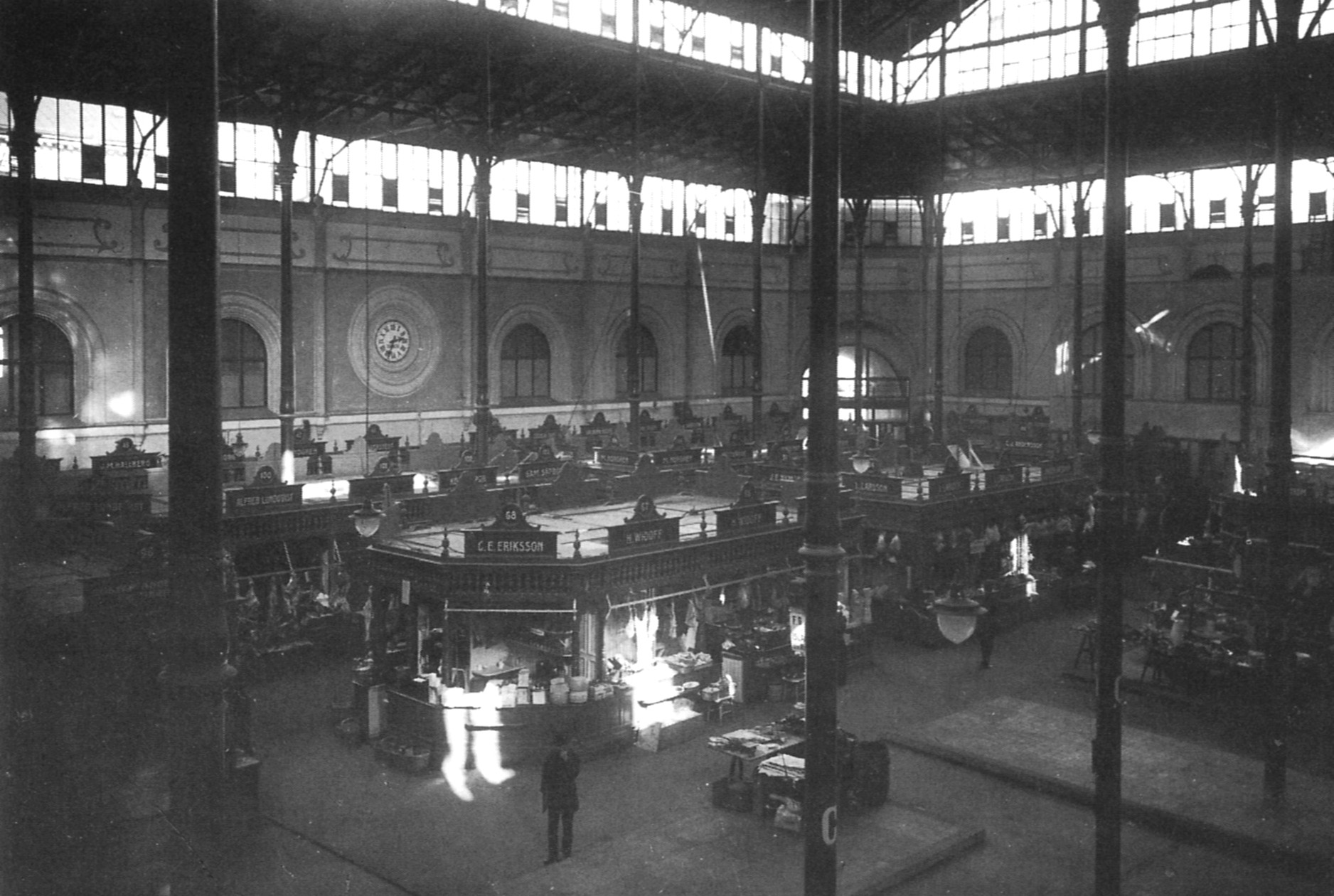
Saluhallen på 1890-talet.

Hallen uppfördes på mycket kort byggtid år 1888 i regi av Aktiebolaget Östermalms Saluhallar AB, med ändamål: "att å Östermalm i Stockholm uppföra och uthyra saluhallar jämte andra lägenheter." Bolagsordning fastställdes den 23 mars 1888. Aktiekapitalet år 1901 var 550 000 kronor, och styrelsen bestod samma år av bland andra bankdirektörerna Johan Henrik Palme och  Carl Cervin d.ä.
Den cirka 3 000 m² stora hallen invigdes den 30 november 1888 i kung Oscar II:s närvaro. Då hade bara sex månader förflutit från byggstart till avslut. Delvis var 300 till 500 man sysselsatta med rekordbygget. Den 1 december, öppnades Östermalms saluhall sina portar för allmänheten och Stockholm hade fått sitt eget tempel för den goda matens kultur och bevarande. Hit kom snart alla som satte värde på god mat och fina råvaror. Kökschefer, hovtraktörer och alldeles vanliga människor köade på lika villkor hos sina favoriter av de många duktiga handlarna och så är det fortfarande idag.
Arkitekterna bakom Östermalms saluhall var Isak Gustaf Clason och Kasper Salin, som även stod för den komplicerade inre gjutjärnskonstruktionen. Inför arbetet med Östermalms saluhall hade Clason och Salin fått inspiration under en stipendieresa 1883-1886, då de studerade många nya exempel på tegelarkitektur i Nordtyskland, Italien och Frankrike. Särskilt i Frankrike fanns flera monumentala gjutjärnskonstruktioner av denna avancerade typ som skulle bli stommen i Östermalmshallens tegelkatedral vars fasader uppfördes i  Börringetegel. Konstruktion var en nyhet i Sverige. Redan från början hade hallen elektrisk belysning med båglampor och glödlampor.
Byggnaden domineras av ett hörntorn med skifferklätt tak som kröns av en lanternin med den bevingade hermeshatten (symbolen för handeln) på toppen. Östermalms saluhall är inget byggnadsminne, men kulturminnesskyddad och har i praktiken samma skydd som ett byggnadsminne. Byggnaden är en av Sveriges finaste i tegel från sent 1800-tal.

## Bilder, exteriör

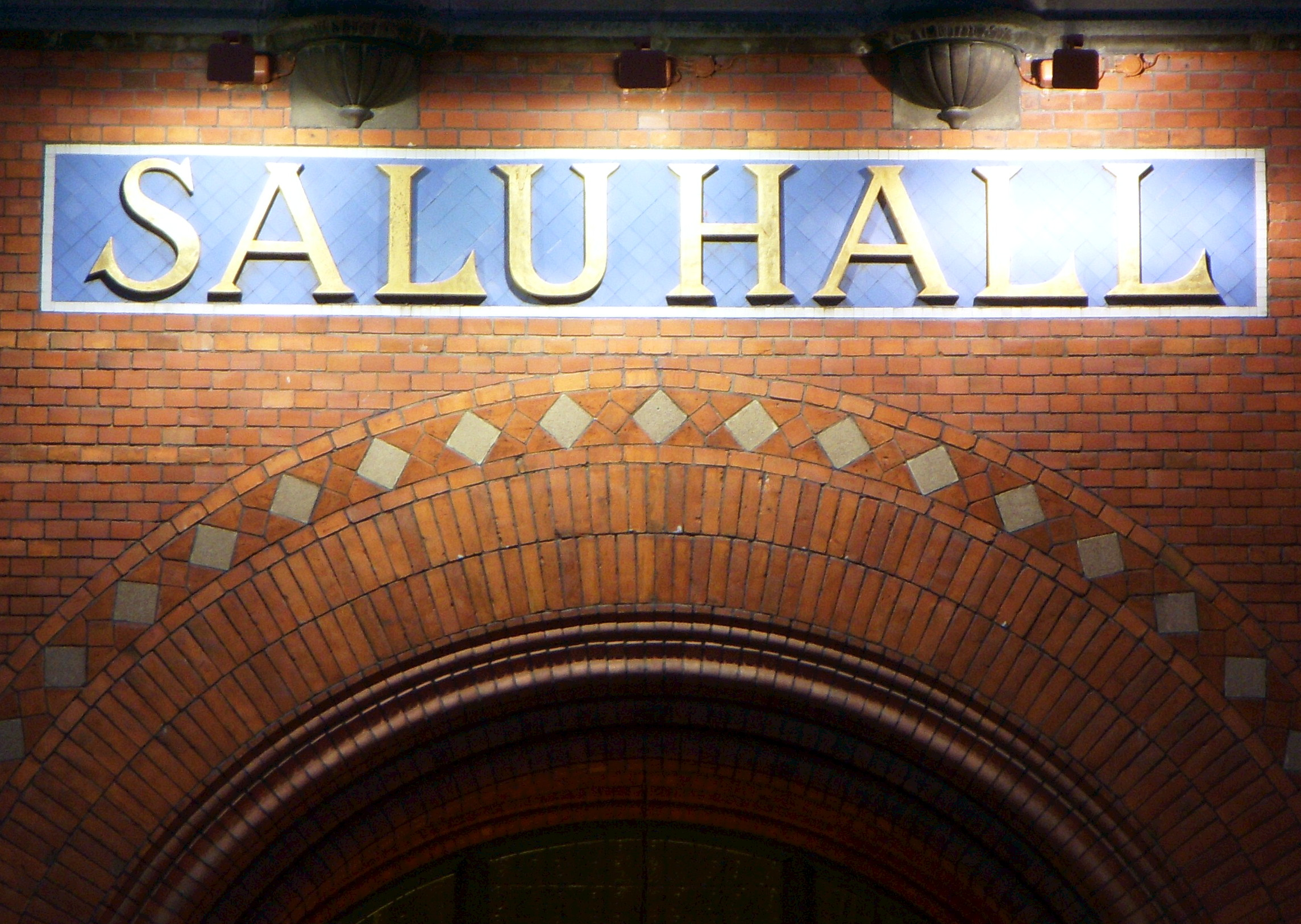
Fasaddetalj
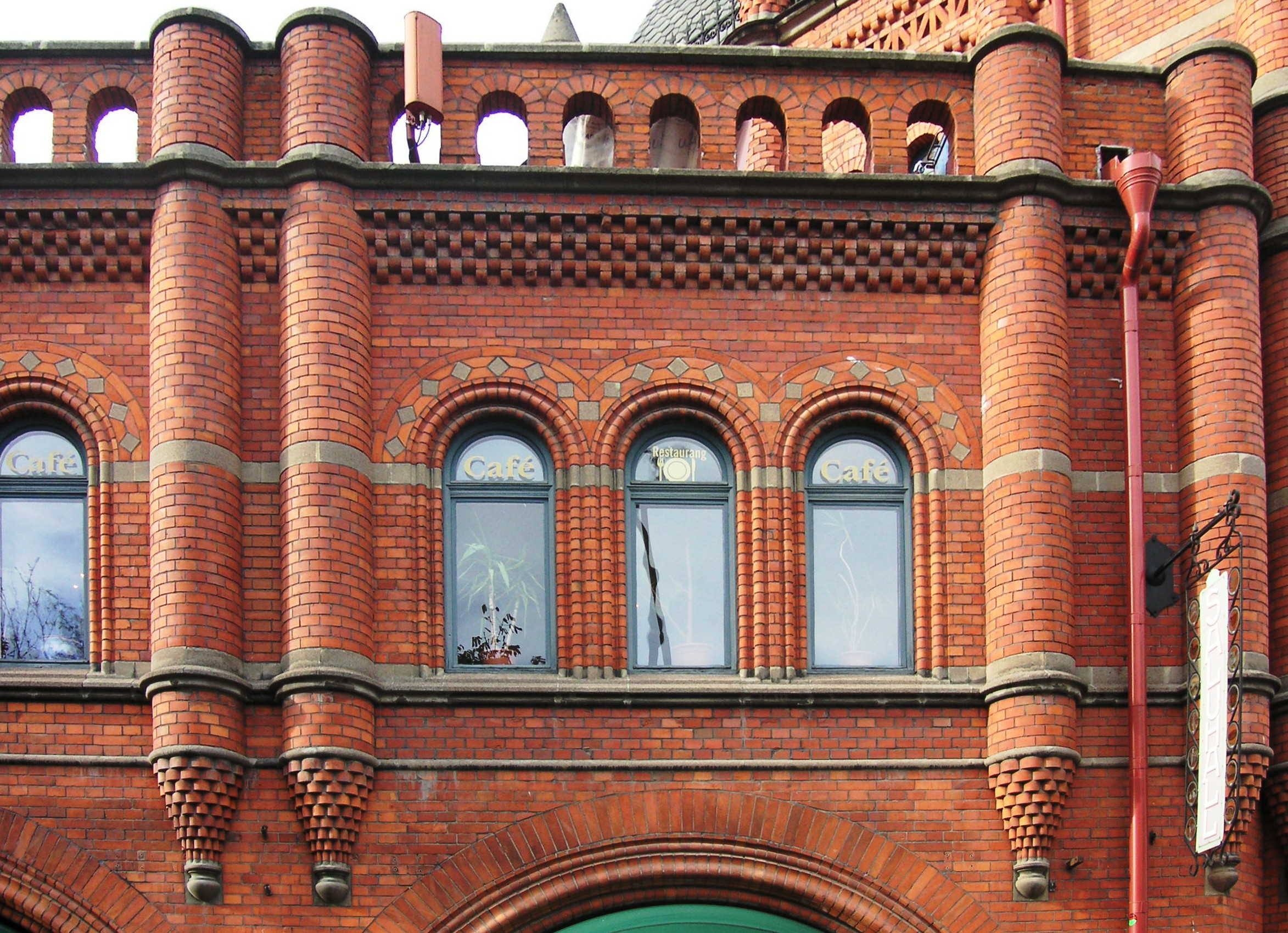
Fasaddetalj
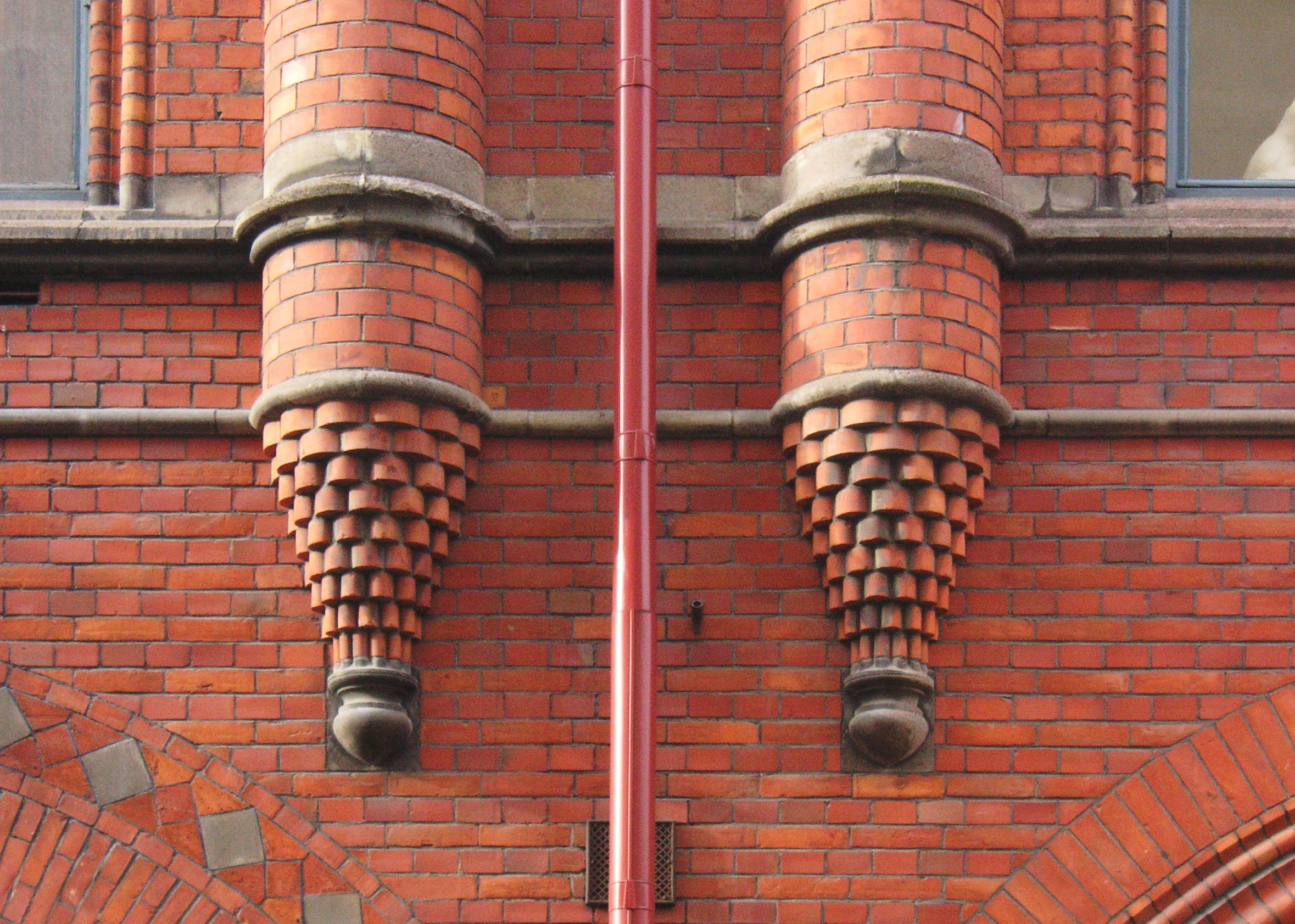
Fasaddetalj
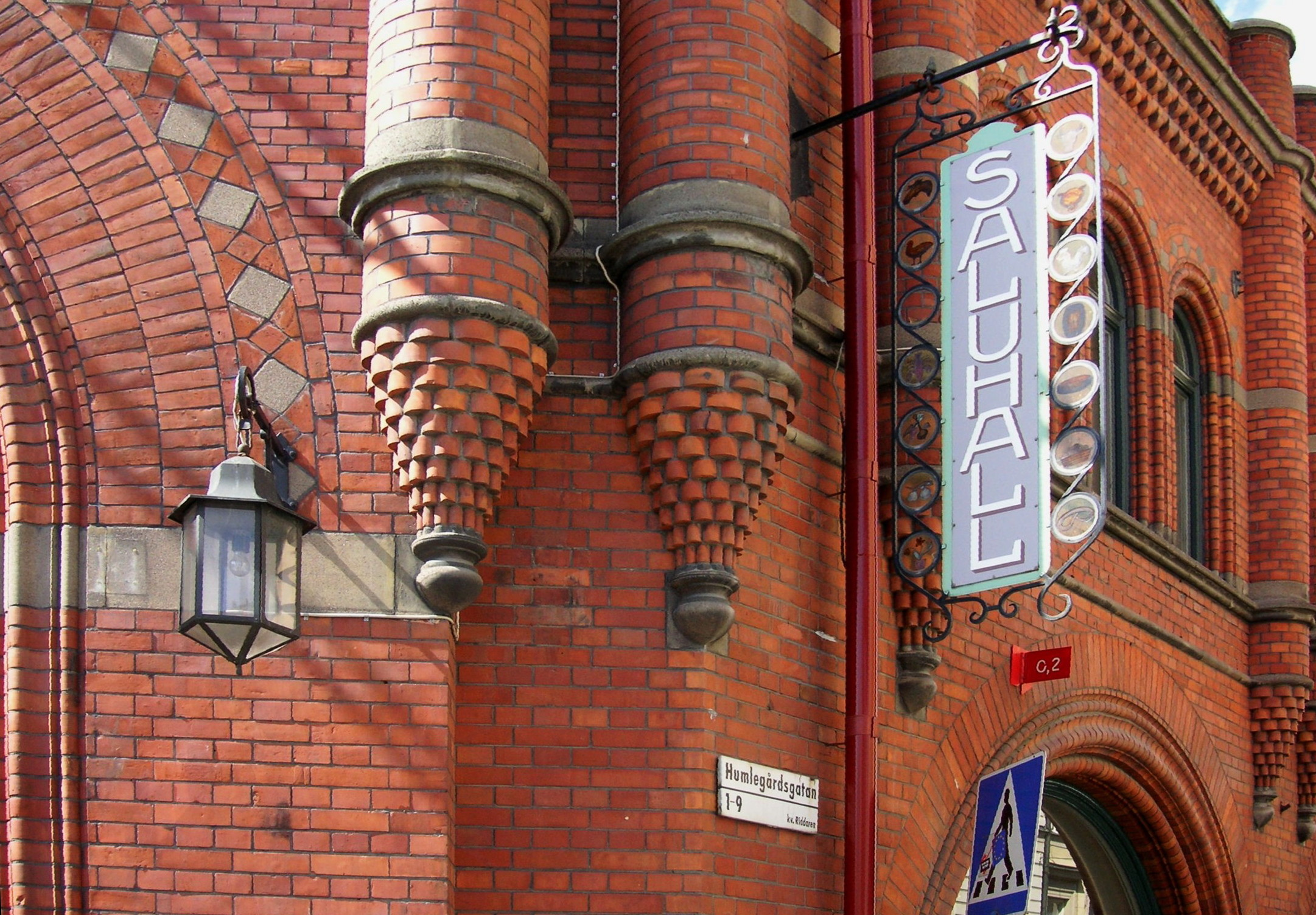
Fasaddetalj

## Bilder, interiör

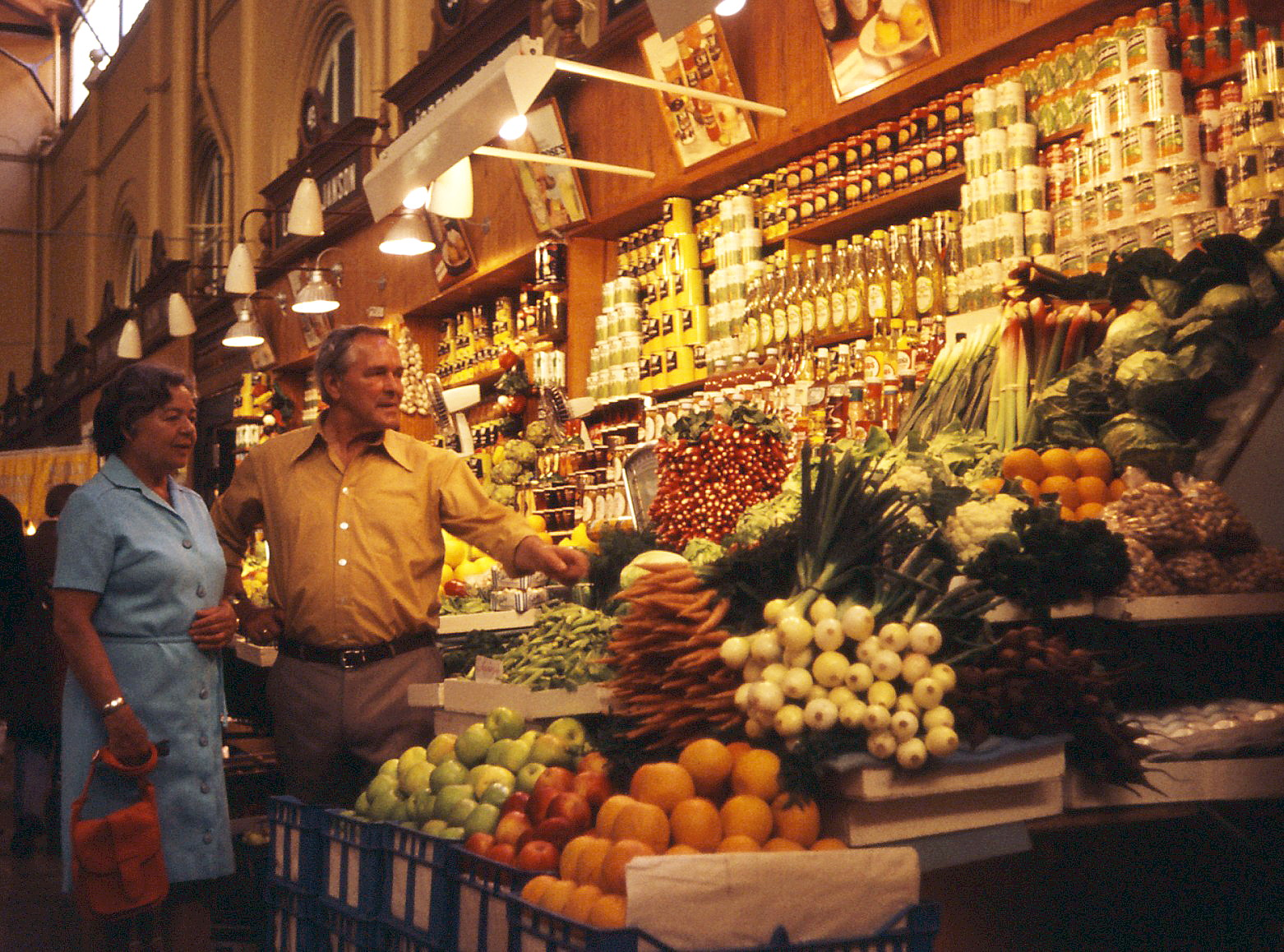
Interiör 1975
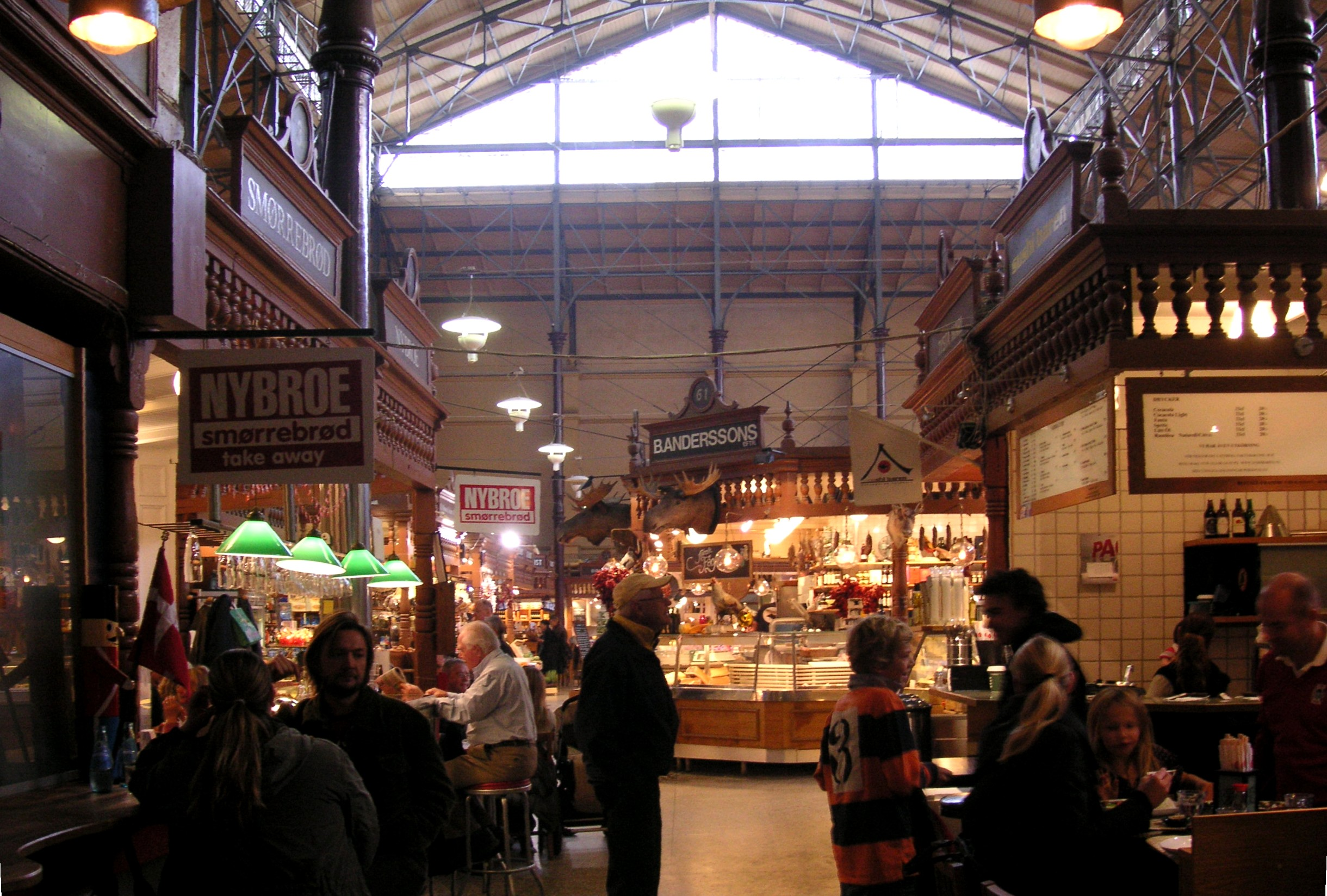
Interiör 2007
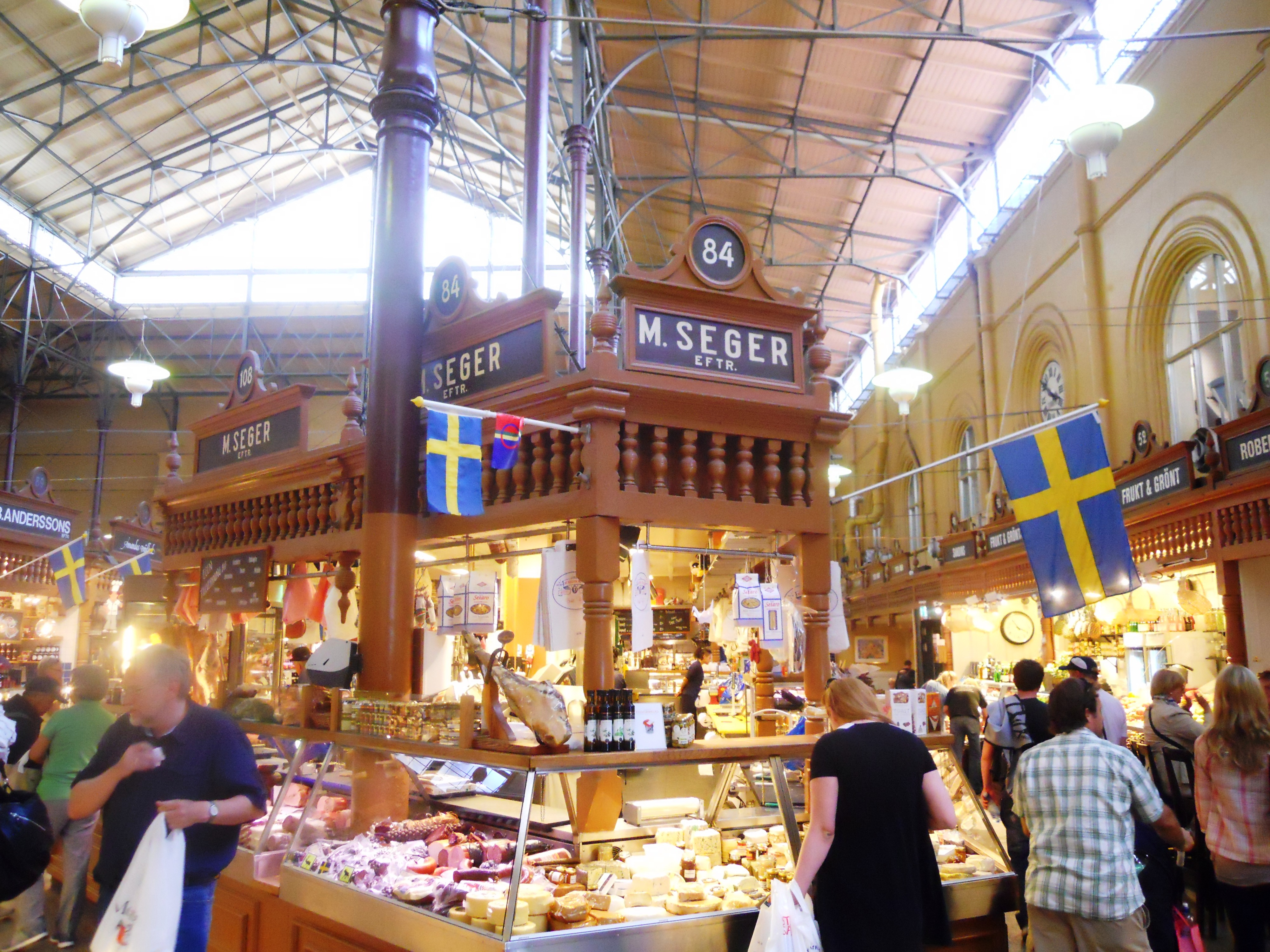
Interiör 2012
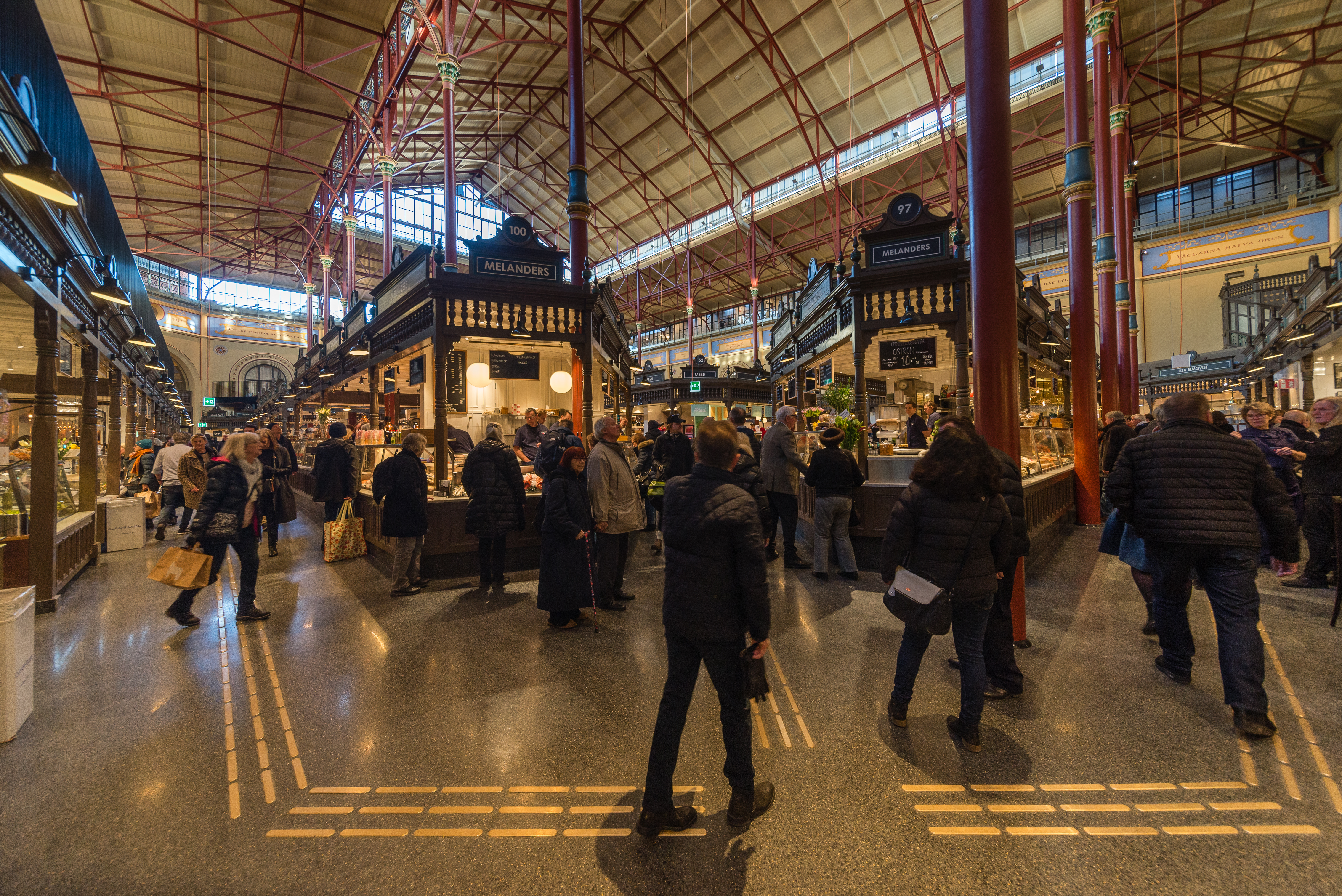
Interiör 2020.

## Upprustning och tillfällig saluhall

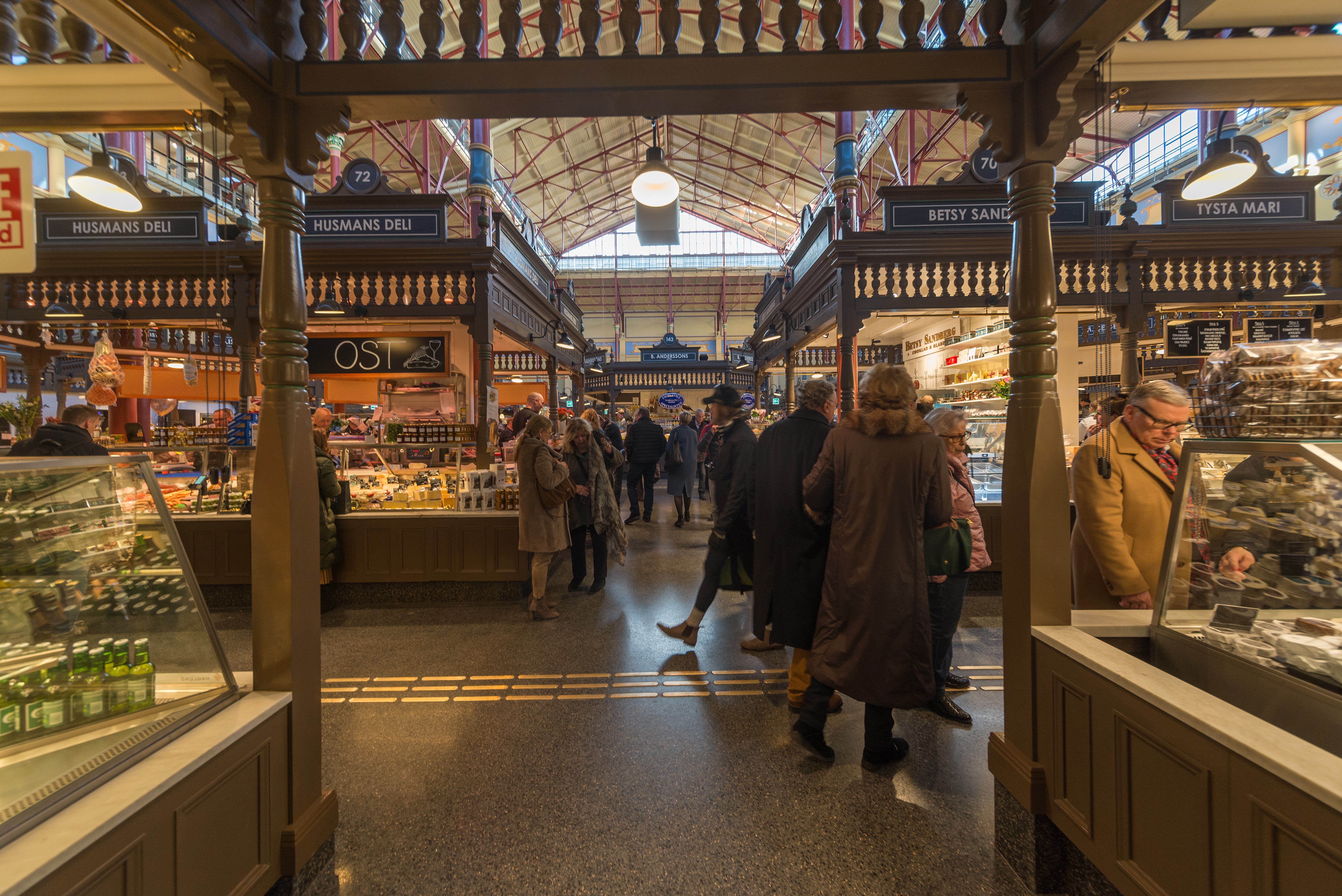
Saluhallens i mars 2020 efter att ha återöppnats efter en längre renovering.

Under åren 2016 till 2020 renoverades och upprustades Östermalms saluhall. Renoveringen innebar även att saluhallen fick förbindelse med grannfastigheten söder om huvudbyggnaden. Till konceptet hör även två glasade innergårdar, restauranger och entré mot Nybrogatan. Under renoveringen fortsatte saluhallsverksamheten i en provisorisk byggnad som står mitt på Östermalmstorg. Den provisoriska Östermalmshallen ritades av Tengbom arkitekter. Den tillfälliga saluhallen, som nominerades till en av kandidaterna för Årets Stockholmsbyggnad 2017, stod kvar till sommaren 2021.
Nyinvigningen av saluhallen planerades ursprungligen till den 26 april 2018. Renoveringen drog ut på tiden och blev mycket dyrare än planerat. Datumet för nyinvigningen flyttades allt eftersom fram och saluhallen återöppnade sedan den 5 mars 2020. I Östermalms saluhall syns efter renoveringen i ursprunglig form och färg, samtidigt som den har moderniserats till en hållbar och funktionell handelsplats. Den renoverade Östermalmshallen nominerades tillsammans med nio andra finalister till Årets Stockholmsbyggnad 2021 och i omröstningen valde stockholmarna att priset skulle gå till Östermalms saluhall. Juryns kommentar lyder:
| ” | Den taktfullt återställda byggnaden förstärker det stilfulla uttrycket. Saluhallens funktioner vänder nu också ansiktet ut mot gatan och förbipasserande stockholmare, vilket underlättar förståelsen av byggnaden.Det elegant restaurerade inre lockar åter in människor till detta mattempel och erbjuder en tidsresa till förra seklet. Östermalmstorg har fått tillbaka sin värdiga hörnsten. | „ |

## Bilder, tillfälliga saluhallen

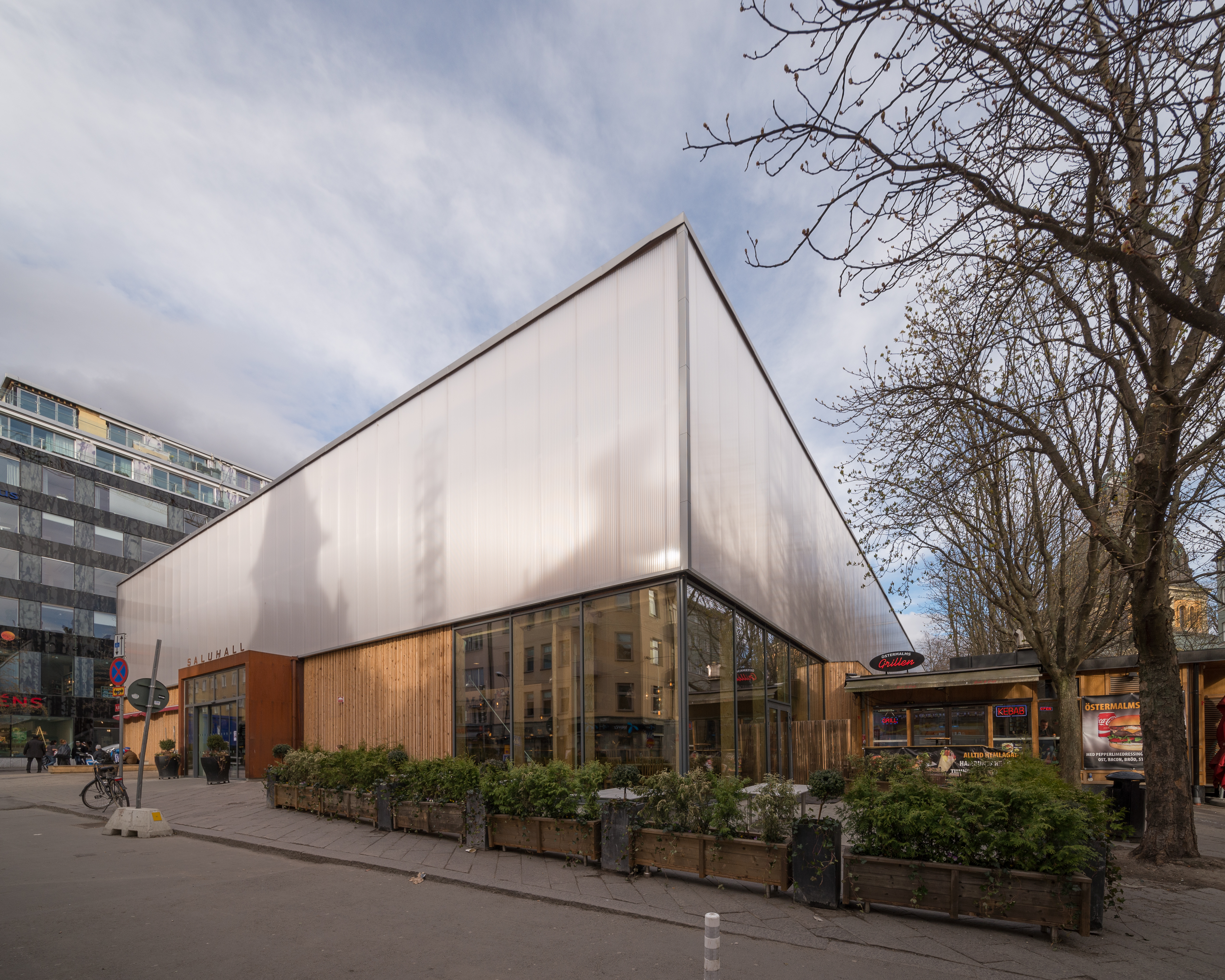
Exteriör, dagtid.
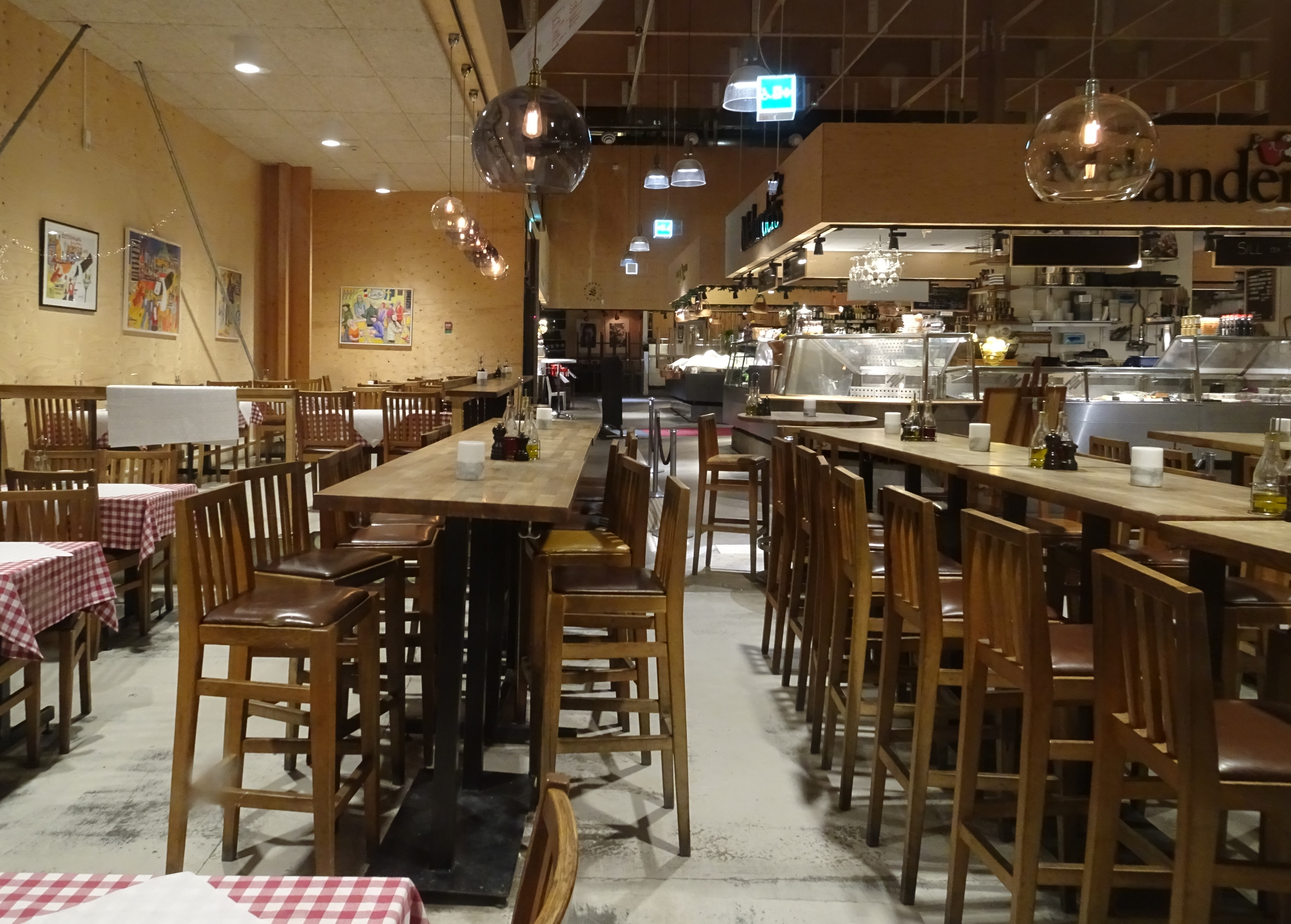
Interiör.
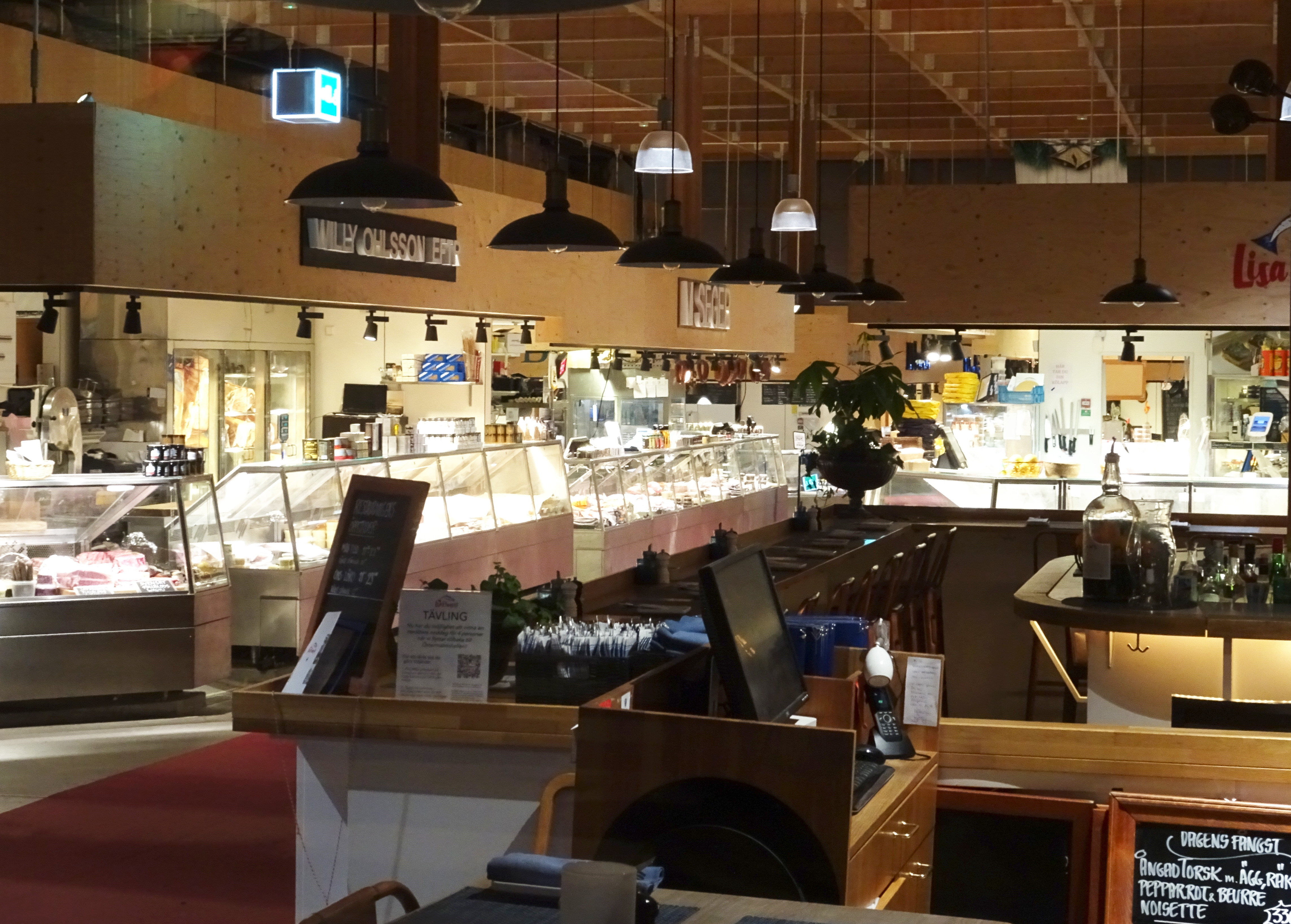
Interiör.
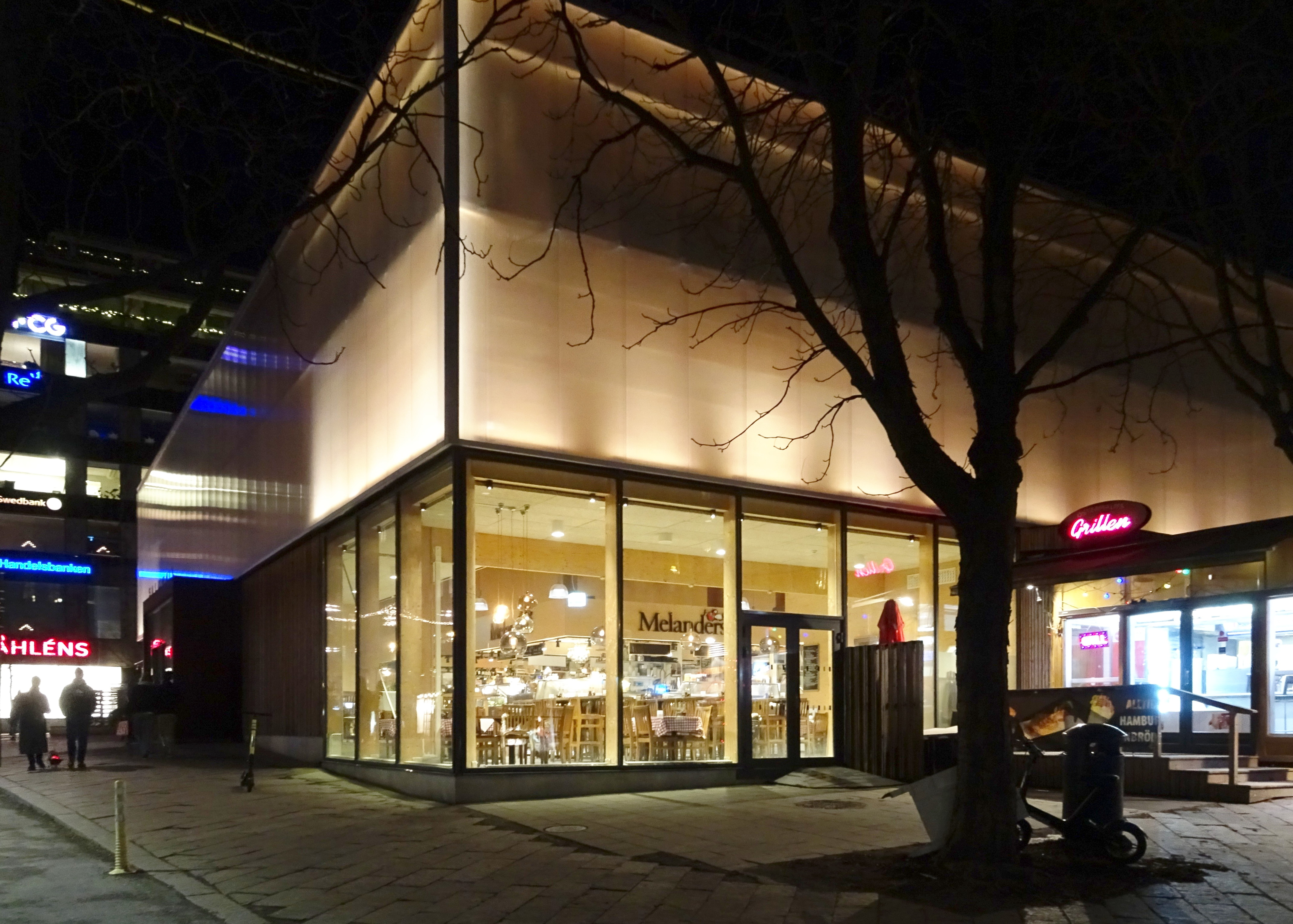
Exteriör, kvällstid.